# Melosaure
El melosaure (Melosaurus) és un gènere d'amfibi temnospòndil estingit que va viure al període Permià, fa uns 245 milions d'anys. Les seves restes fòssils s'han trobat a Rússia.
Els seus fòssils dataven de les etapes Asselià-Oleniokià (fa 299-245 milions d'anys). Es van trobar fòssils de Melosaurus uralensis al jaciment de Sterlitamak a Baixkiria a Rússia. Segons l'envergadura dels estrats podem identificar aquesta espècie dins l'estatge Wordià (fa 268–265,8 milions d'anys).
Melosaurus feia 2,5–3 m (8,2–9,8 peus) de llargada. Vivia al voltant d'estanys, llacs, rius i aiguamolls. La dieta del Melosaurus consistia en peixos i tetràpodes més petits. Melosaurus era un poderós depredador. És molt probable que fos presa de Discosauriscus (un batrachosaure aquàtic).